# 海法劇場
海法劇場（希伯來語：‎；Teat'ron Kheifa）是以色列城市海法的市級劇場。海法劇場是以色列的首座市立劇場，由海法市長Abba Hushi設立於1961年。海法劇場也是以色列首座使用市場營銷促銷季票的劇場，以鼓勵當地民眾創作戲劇和促進文化意識。

## 外部連結
- Haifa Theater controversies, Michael Handelzalts, Haaretz （页面存档备份，存于）